# Дом общества слепых (Псков)
Дом общества слепых — двухэтажное кирпичное здание с полуподвалом второй половины XIX века постройки по улице Леона Поземского, в городе Пскове. Памятник истории и культуры регионального значения. В настоящее время строение используется в качестве учебного корпуса исторического факультета Псковского государственного университета.

## История
В Пскове, на улице Леона Поземского, расположилось двухэтажное строение. Земельный участок в середине XIX века отличался от других соседних наделов своими значительными размерами. К 1856 году появились первые сведения о наличии здесь строений, в основном это были хозяйственные постройки. 
В начале 1870-х годов земельный надел принадлежал наследникам купца Гуляева А.М. К 1874 году хозяйственные постройки исчезают, а на этом месте появляется каменное двухэтажное строение. Во дворе дома расположились два флигеля и лавка. В самом здании были булочная и харчевня. В 1881 году совладельцем строений стала Злакоманова Ольга Александровна, дочь Гуляева А.М и жена валкского купца. В 1892 году здесь был возведён каменный двухэтажный флигель, на фасаде имелась надпись: "1892 г. КИЗ". Из всех построек именно это здание сохранилось до наших дней.
Архивные данные свидетельствуют, что в 1909 году в этих зданиях размещались: бакалейная лавка, булочная лавка и мастерская, фруктовая лавка, две чайные, пивная лавка, парикмахерская, мясная лавка, малярный мастер.
В советское время, до 1950-х годов, здесь располагались: валяльный цех Общества слепых, а позже МУМР. 
В 1953 году на месте демонтированных строений был построен двухэтажный с полуподвалом дом Общества слепых. Ему был присвоен адрес: Леона Поземского, 4, а позже он был наименован литерой "6".
Здание было построено хозяйственным способом членами Общества слепых по проекту от 1949 года. Автором является архитектор К. Дидрихс. Строение предназначалось для обслуживания и проживания слепых, также на план-схеме был запроектирован гараж на три машиноместа. 

## Архитектура
В состав здания Общества слепых входили помещения в полуподвале: котельная, прачечная, библиотека с подсобными помещениями, склад столовой, душевая, газоубежище; на первом этаже: администрация, 5 комнат общежития, квартиры семейных, медпункт и санузел общего пользования, столовая, детская комната, вестибюль с гардеробом; на втором этаже: общежитие на 8 комнат, квартиры семейных, читальня, зрительный зал с эстрадой, комната кружковых занятий, санузел.
Три основных входа были сооружены в доме: один с улицы и два со двора на лестничные клетки с выходом на чердак и в подвальные помещения. Также отдельные входы имелись со двора - в заготовочную при столовой и в подвальные помещения - в кладовую продуктов и угольную.
Здание повторяет изгиб улицы на которой установлено. Двухэтажный дом с полуподвалом имеет валъмовую крышу.
Неоклассицизм просматривается во всех деталях строения. Симметрично-осевая композиция главного фасада выделяет его. В центре размещён неглубокий ризалит с разорванным щипцовым завершением.
Центральная ось выделена парадным входом и тремя окнами аркой. Этот вход оформлен в виде портика со стилизованным антамблементом и парными муфтированными пилястрами. Уровень второго этажа отмечен сандриками над прямоугольными окнами.
Крылья фасада закреплены по краям одиночными муфтированными пилястрами. Стилизованный карниз завершает композицию здания. Наличники и межэтажная тяга оформляют торцевые фасады. На дворовой стороне здания обрамления окон и дверей отсутствуют.
Коридорная система лежит в основе планов всех этажей. Несущие и капитальные стены общие для всех этажей. Только на втором этаже отсутствуют части поперечных капитальных стен. Архитектурный интерес представляют деревянные перила лестниц с точеными балясинами и поручнями.

## Современное состояние
С 1960-х годов в некоторых помещениях дома находились и другие общественные и государственные учреждения. 
В настоящее время это строение используется для нужд исторического факультета Псковского государственного университета. Здесь продолжают получать знания и опыт будущие высокопрофессиональные специалисты-историки.